# Bunny (Nottinghamshire)
Bunny ist eine Gemeinde im Distrikt Rushcliffe in Nottinghamshire, Großbritannien. Das Dorf zählte beim Census 2011 689 Einwohner. Mit der St Mary Church hat Bunny die größte Kirche in South Nottinghamshire.

## Lage
Bunny liegt ungefähr 11 km südlich von Nottingham. Benachbarte Gemeinden sind  (mit Beginn im Norden und dann im Uhrzeigersinn): Bradmore, Keyworth, Wysall, Costock, East Leake und Gotham. Durch die Ortschaft führt die A60, eine Fernverkehrsstraße, die von Loughborough nach Nottingham führt. Südlich der Ortschaft liegt der Bunny Hill, ein bewaldeter Hügel. 

## Geschichte
Die Gemeinde trug ursprünglich den Namen „Bune“, das altenglische Wort für Reet.
Im Süden South Nottinghamshires konnte die Anwesenheit der Römer mit zahlreichen archäologischen Funden nachgewiesen werden. Bunny liegt nahe dem Fosse Way, einer Römerstraße, die Exeter mit Lincoln verband. Beim Bau einer Autowerkstatt an der Loughborough Road wurde eine auf das 1. Jahrhundert v. Chr. datierte römische Schale gefunden und bei Steinbrucharbeiten auf dem Bunny Hill die Überreste eines römischen Brunnens, der auf eine Zeit zwischen 300 und 100 v. Chr. eingeschätzt wird.
Aufzeichnungen aus der Zeit Edwards the Confessor (1003–1066) weisen einen Sachsen namens Levenot als Besitzer Bunnys, das seinerzeit aus Farmen und einer Kirche bestand, aus. Das Ackerland rund um Bunny wurde in Streifen eingeteilt, die dann einzelnen Farmern zugewiesen wurden. Diese Streifen (Nether, Middle und Upper fields) finden sich im Süden Bunnys und steigen zu bewaldeten Hügeln (Old Woods) hin an.  Häuser der Dorfbewohner befanden sich auf der Moor Lane und der Main Street, die den alten Teil des Dorfes bilden. Westlich des Dorfes findet sich überwiegend Marschland, das mit Entwässerungsgräben durchzogen ist. Hier wuchsen zum Beispiel Weiden, die für das Decken der Dächer, Zaunbau und zum Korbflechten geerntet wurden. 
Ab Ende des 17. Jahrhunderts verwaltete Sir Thomas Parkyns, der 2. Baronet of Bunny den Ort. Er baute eine Schule, die auch für arme Kinder zugänglich war, Armenhäuser und ein Pfarrhaus. Er ließ außerdem das Dach der Kirche erneuern. Sitz der Familie Parkyns war Bunny Hall.
1791 wurde zum ersten Mal Gips in Bunny gefunden. Ab 1936 entwickelte sich daraus in Bunny eine Industrie. Die Mine (Silver Mine) und die benachbarte Fabrik, in der die entsprechenden Produkte entstanden, brachten neue Arbeitsplätze und damit auch ein Bevölkerungswachstum nach Bunny.
Bis in das 19. Jahrhundert war die Landwirtschaft und ihre Nebengewerbe die Haupteinnahmequelle der Bewohner Bunnys. Durch neue Methoden in der Landwirtschaft nahm die Zahl der einzelnen Farmen jedoch über die Zeit bis zum 20. Jahrhundert ab. Während die Einwohnerzahl stieg, hat sich die Fläche Bunnys jedoch nur geringfügig vergrößert.

## Klima
In Bunny herrscht ein gemäßigtes Klima mit viel Niederschlag. Selbst im trockensten Monat Februar fallen durchschnittlich 43 mm. Der meiste Niederschlag fällt mit durchschnittlich 59 mm im August und die durchschnittliche jährliche Niederschlagsmenge liegt bei 627 mm. Die Jahresdurchschnittstemperatur in Bunny beträgt 9,8° C, wobei der Juli mit 17,1° C der wärmste und der Januar mit durchschnittlich 3,0° C der kälteste Monat ist.
|                        | Jan | Feb | Mär | Apr  | Mai  | Jun  | Jul  | Aug  | Sep  | Okt  | Nov | Dez |   |      |
| Mittl. Temperatur (°C) | 3,0 | 3,8 | 6,3 | 8,7  | 12,2 | 15,3 | 17,1 | 16,6 | 14,0 | 10,4 | 6,2 | 4,1 | ⌀ | 9,8  |
| Mittl. Tagesmax. (°C)  | 5,8 | 6,7 | 9,9 | 12,7 | 16,6 | 19,9 | 21,7 | 21,1 | 18,2 | 14,0 | 9,2 | 6,9 | ⌀ | 13,6 |
| Mittl. Tagesmin. (°C)  | 0,3 | 0,9 | 2,8 | 4,8  | 7,8  | 10,8 | 12,6 | 12,1 | 9,8  | 6,8  | 3,3 | 1,4 | ⌀ | 6,1  |
|                        |     |     |     |      |      |      |      |      |      |      |     |     |   |      |
| Niederschlag (mm)      | 54  | 43  | 48  | 47   | 52   | 54   | 52   | 59   | 54   | 51   | 56  | 57  | Σ | 627  |

| 0,3 |

| 0,9 |

| 2,8 |

| 4,8 |

| 7,8 |

| 10,8 |

| 12,6 |

| 12,1 |

| 9,8 |

| 6,8 |

| 3,3 |

| 1,4 |

| 0,3 |

| 0,9 |

| 2,8 |

| 4,8 |

| 7,8 |

| 10,8 |

| 12,6 |

| 12,1 |

| 9,8 |

| 6,8 |

| 3,3 |

| 1,4 |

## Sehenswürdigkeiten

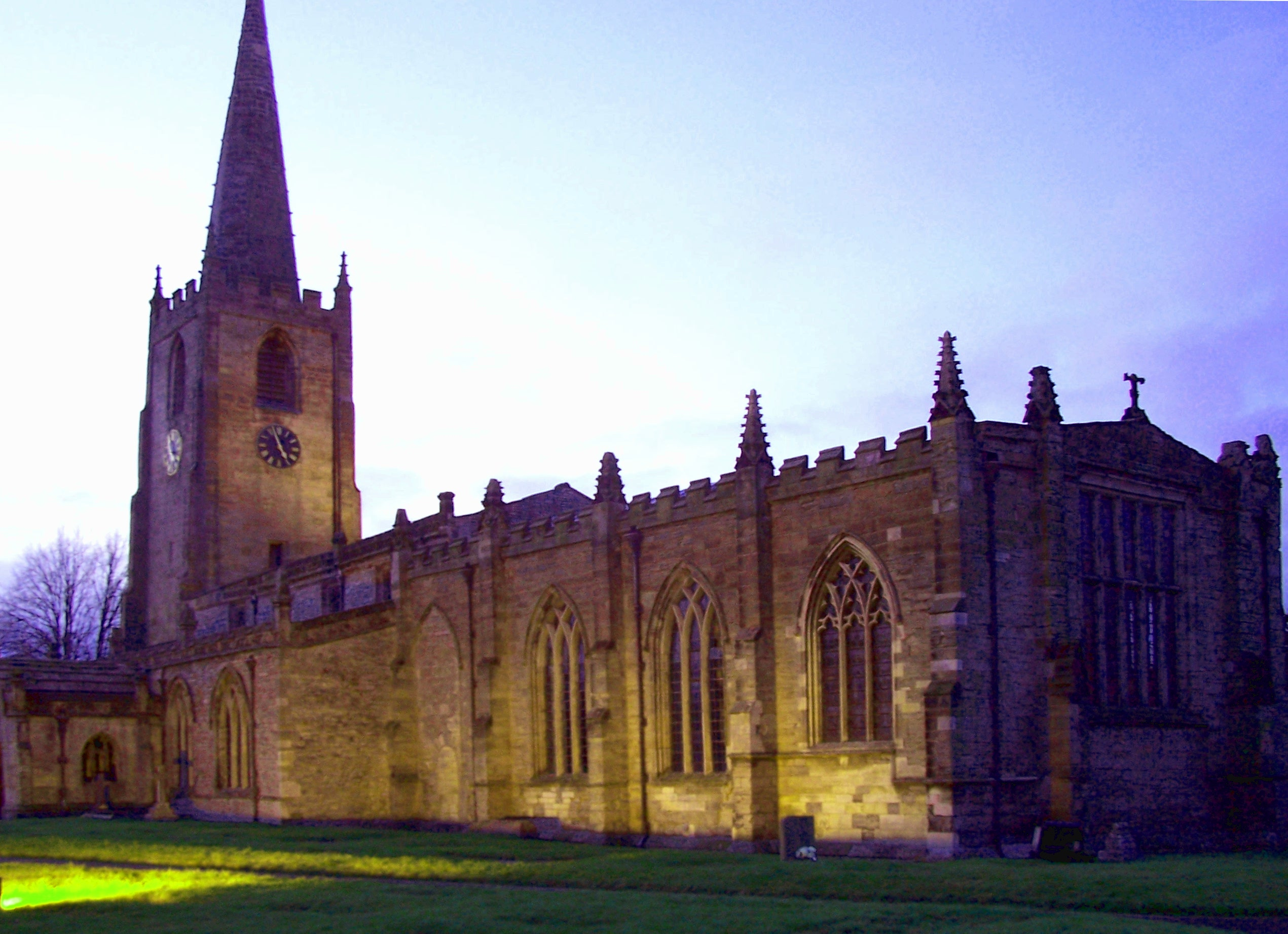
St Mary the Virgin

In Bunny sind noch viele alte Gebäude erhalten, die unter Denkmalschutz stehen. Die Kirche von Bunny, die St Mary the Virgin, die auch oft als Cathedral of the Wolds bezeichnet wird, steht im Zentrum der Ortschaft und weist noch viele Bestandteile aus dem 14. und 15. Jahrhundert auf. Die Aufzeichnung der dort tätigen Pfarrer beginnt im Jahr 1228. Sie ist als Grade I-building denkmalgeschützt und das größte Kirchengebäude in South Nottinghamshire.

## Söhne und Töchter
- Isham Parkyns (1601–1671), Sheriff von Nottingham, Friedensrichter, Royalist im Englischen Bürgerkrieg
- Sir Thomas Parkyns, 2. Baronet (1662–1741), 2. Baronet of Bunney Park, Wrestler, Autor, Architekt
- Thomas Parkyns, 1. Baron Rancliffe (1755–1800), Mitglied des britischen Parlamentes
- George Parkyns, 2. Baron Rancliffe (1785–1850), Mitglied des britischen Parlamentes
- John Boultbee (1799–1854), Wal- und Robbenjäger